# Kazimierz Zarankiewicz

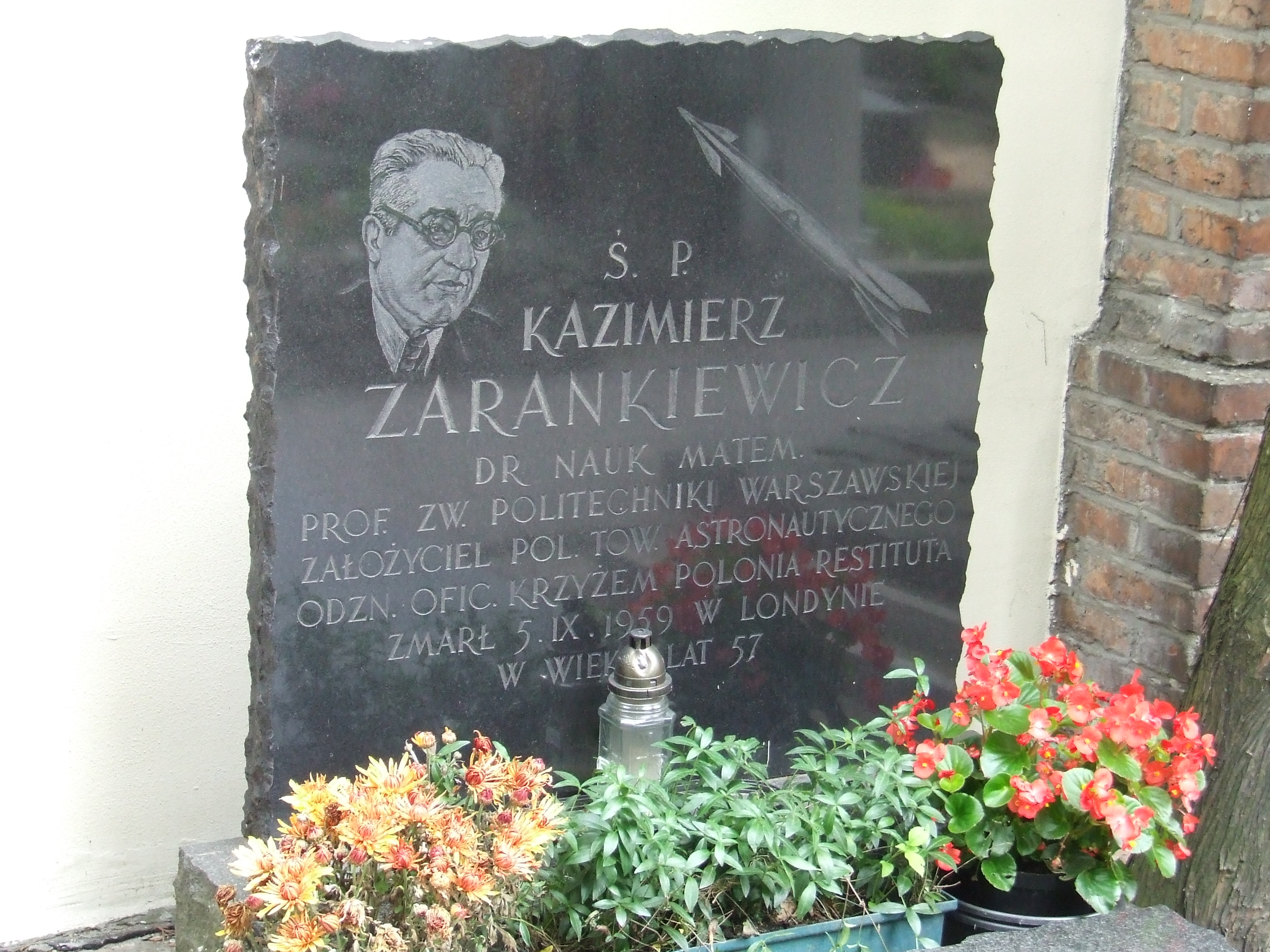
Grób Kazimierza Zarankiewicza

Kazimierz Zarankiewicz (ur. 2 maja 1902 w Częstochowie, zm. 5 września 1959 w Londynie) – polski matematyk, profesor mechaniki teoretycznej Politechniki Warszawskiej od 1946 roku. Teoretyk lotów kosmicznych. Prace z topologii, teorii grafów, teorii funkcji zmiennej zespolonej, teorii liczb.

## Życiorys
W 1919 ukończył gimnazjum realne w Będzinie. W 1923 obronił na Uniwersytecie Warszawskim przygotowany pod kierunkiem Wacława Sierpińskiego doktorat, którego zasadniczą część opublikował w 1927 pt. Sur les points de division dans les ensembles connexes. W latach 1924-1928 był nauczycielem w I Gimnazjum Miejskim im. gen. Sowińskiego w Warszawie. 
W 1929 uzyskał habilitację na podstawie pracy z zakresu topologii pt. Über eine topologische Eigenschaft der Ebene (1928) i stanowisko docenta. W roku akademickim 1930/31 przebywał na urlopie badawczym w placówce Karla Mengera na Uniwersytecie Wiedeńskim, a także na Uniwersytecie Humboldtów w Berlinie, gdzie współpracował z Richardem von Misesem i jego uczniem Stefanem Bergmanem. Po powrocie podjął również wykłady w Szkole Głównej Gospodarstwa Wiejskiego w Warszawie, a w 1936 przeprowadził semestr wykładów gościnnych poświęconych odwzorowaniom równokątnym na Uniwersytecie Państwowym w Tomsku. Zajmował się w latach 30. badaniem punktów rozspajających i rozwiniętej przez Bergmana teorii tzw. funkcji jądrowej (w ramach dziedziny funkcji zespolonych). Przed wybuchem II wojny światowej w 1939 prowadził jako nauczyciel Prywatnej Męskiej Szkoły Technicznej II st. w Warszawie badania nad lotem rakiet w atmosferze okołoziemskiej i przestrzeni kosmicznej.
W 1940 uczył matematyki w Prywatnej Męskiej Szkole Technicznej. Brał udział w tajnym nauczaniu. Od jesieni 1942 był sekretarzem otwartej na nowo przez okupacyjne władze niemieckie, zgodnie z ich planami z 1941, dwuletniej szkoły półwyższej dla inżynierów na bazie Politechniki Warszawskiej, która funkcjonowała do wybuchu powstania warszawskiego w sierpniu 1944 jako Państwowa Wyższa Szkoła Techniczna (PWST, niem. Staatliche Höhere Technische Fachschule) i wykładał tam mechanikę ogólną. Po upadku powstania warszawskiego został wywieziony na roboty do III Rzeszy i powrócił do Warszawy po zakończeniu wojny.
Na przełomie lat 1948–1949 na zaproszenie Uniwersytetu Harvarda wygłosił w tej i sześciu innych uczelniach amerykańskich serię wykładów z matematyki i mechaniki teoretycznej. W ramach teorii liczb badał liczby trójkątne.
Znakomity dydaktyk i popularyzator. Współzałożyciel (1954) i pierwszy prezes Polskiego Towarzystwa Astronautycznego (wybrany 8 lutego 1956), od roku 1957 wiceprzewodniczący Międzynarodowej Federacji Astronautycznej (IAF). Na II walnym zebraniu w 1958 został wybrany wiceprezesem PTA. Profesor był organizatorem i kierownikiem pierwszej polskiej placówki naukowej w dziedzinie astronautyki – Pracowni Astronautycznej Instytutu Podstawowych Problemów Techniki PAN.
Aktywny organizator ogólnokrajowych Konferencji Techniki Rakietowej i Astronautyki w 1957 i 1959 roku. Uczestniczył w czterech Międzynarodowych Kongresach Astronautycznych: w 1956 w Rzymie (PTA zostało wówczas przyjęte do IAF), w 1957 w Barcelonie, w 1958 w Amsterdamie i w 1959 w Londynie, wygłaszając na tych kongresach referaty naukowe. Członek Brytyjskiego Towarzystwa Międzyplanetarnego (BIS) i członek honorowy Niemieckiego Towarzystwa Rakietowego (DGRR).
Był autorem nie tylko licznych prac naukowych, ale również popularyzatorem nauki. W 1958 roku ukazały się nakładem wydawnictwa Wiedza Powszechna jego Kartki z dziejów mechaniki. W sierpniu 1959, na kilka dni przed śmiercią autora, ukończono druk Astronautyki popularnej w serii „Biblioteka Problemów” Państwowego Wydawnictwa Naukowego.
Zmarł w Londynie w czasie obrad X Kongresu IAF 5 września 1959 roku. Pochowany został na cmentarzu Powązkowskim w alei zasłużonych (grób 101).

## Ordery i odznaczenia
- Krzyż Oficerski Orderu Odrodzenia Polski[11]